# Đại Lý (nước)
Đại Lý (tiếng Trung: 大理, pinyin: Dàlǐ) là một nước của người Bạch đã từng tồn tại từ năm 937 cho đến năm 1253, nằm trong khu vực mà ngày nay là tỉnh Vân Nam, Quý Châu và tây nam tỉnh Tứ Xuyên của Cộng hòa Nhân dân Trung Hoa, và một phần phía tây của Bắc Bộ Việt Nam.
Đại Lý do Đoàn Tư Bình sáng lập năm 937, truyền nối 22 đời vua cho đến năm 1253, thì bị đế quốc Mông Cổ dưới thời Mông Kha thôn tính. Kinh đô là thành Đại Lý.

## Lịch sử
Đại Lý là sự kế tiếp của quốc gia Nam Chiếu, là một quốc gia đã suy tàn từ năm 902. Có ba triều đại kế tiếp nhau là Đại Trường Hòa, Đại Thiên Hưng (Hưng Nguyên) và Đại Nghĩa Ninh đã tồn tại sau khi Nam Chiếu bị suy vong.
Năm 937, Hải Thông tiết độ sứ Đoàn Tư Bình khởi binh ở 37 bộ phía đông Vân Nam chống lại vua Dương Chiếu nước Đại Nghĩa Ninh. Vua Dương Chiếu binh bại tự sát, cựu vua Đại Nghĩa Ninh là Dương Càn Trinh bỏ thành chạy trốn nhưng bị quân của Đoàn Tư Bình bắt được. Đoàn Tư Bình lập nên Đại Lý trên lãnh thổ của Đại Nghĩa Ninh
Năm 1012, người Đại Lý (đời vua Đoàn Tố Liêm) lấn sang quá biên giới Đại Cồ Việt (đời vua Lý Thái Tổ), đến bến Kim Hoa và châu Vị Long để buôn bán. Vua Lý Thái Tổ sai quân bắt được người Đại Lý và hơn 1 vạn con ngựa.
Mùa đông, tháng 10, năm 1013 châu Vị Long phản lại nước Đại Cồ Việt, hùa theo người Đại Lý (đời vua Đoàn Tố Liêm). Vua Lý Thái Tổ mang quân đánh, thủ lĩnh là Hà Án Tuấn sợ, đem đồ đảng trốn vào rừng núi.
Năm 1014, vua Đại Lý là Đoàn Tố Liêm sai hai tướng Dương Trường Huệ, Đoàn Kính Chí đem 20 vạn quân đánh nước Đại Cồ Việt. Quân Đại Lý tiến lên đóng ở bến Kim Hoa, dũng trại Ngũ Hoa. Sau khi châu mục châu Bình Lâm là Hoàng Ân Vinh thông báo, vua Lý Thái Tổ sai Dực Thánh vương đánh bến Kim Hoa. Quân Đại Cồ Việt đánh tan quân Đại Lý, "chém vạn đầu giặc, bắt được quân sĩ và ngựa nhiều vô số" (nguyên văn trong Đại Việt sử lược). Sau chiến thắng, vua Lý Thái Tổ hạ lệnh cho viên ngoại lang Phùng Chân, Lý Hạc mang 100 ngựa chiến của Đại Lý biếu tặng vua Tống Chân Tông. Triều đình Tống đối đãi các sứ thần Đại Cồ Việt rất hậu.
Đại Lý là một quốc gia theo Phật giáo Mật tông (Acarya), từ vua tới dân đều sùng đạo, vua thường tại vị một thời gian rồi xuất gia làm sư.
Nước Đại Lý kéo dài 316 năm với 22 đời vua trong đó có 10 người bỏ ngôi đi tu, chẳng hạn Bảo Định Đế Đoàn Chính Minh, Trung Tông Đoàn Chính Thuần, Cảnh Tông Đoàn Chính Hưng v.v. Vương triều Đại Lý gián đoạn một thời gian ngắn khoảng 2 năm, khi quyền thần Cao Thăng Thái cướp ngôi và lập ra Vương triều Đại Trung, phân chia thành 2 giai đoạn Tiền và Hậu Đại Lý.
Một trong những cư dân Đại Lý là giống người Thái, trải rộng từ Vân Nam qua bắc Thái Lan, Lào và thượng du bắc Việt Nam. Người Thái gồm nhiều sắc dân như Thái Lự, Thái Đen, Thái Na, Tày, Nùng. Sau khi Đại Lý bị người Mông Cổ thôn tính, người Thái còn trốn tránh trong rừng sâu và di chuyển xuống phía nam và tây nam.
Có một câu chuyện nói về sự thất thủ của Đại Lý, mặc dù nó chỉ là truyền thuyết, nhưng nó đáng được nói tới. Mặc dù quân đội của người Mông Cổ rất đông và dũng cảm, nhưng họ không thể phá vỡ sự phòng thủ của người dân Đại Lý ở thung lũng Nhĩ Hải, là nơi rất phù hợp cho phòng thủ mà chỉ cần vài người cũng có thể giữ vững được hàng năm. Người ta nói rằng người Mông Cổ đã tìm được một kẻ phản bội dẫn họ vượt qua dãy núi Thương Sơn theo một con đường bí mật, và chỉ bằng cách này thì họ mới thâm nhập và vượt qua được sự kháng cự của người Bạch. Điều này đã dẫn tới sự kết thúc của 5 thế kỷ độc lập. Năm 1274, tỉnh Vân Nam được thành lập và khu vực này từ đó trở thành một bộ phận của Trung Quốc.
Tuy nhiên, sự chống đối của họ Đoàn với Nhà Nguyên, và sau này là Nhà Minh chỉ thực sự chấm dứt vào cuối thế kỷ XIV. Theo Minh sử, khoảng niên hiệu Hồng Vũ của Minh Thái tổ Chu Nguyên Chương (1368-1398), Đoàn Thế bị bắt, Nhà Minh đổi nước của Đoàn Thế làm phủ Đại Lý, đặt vệ quân và chỉ huy sứ ti, cho thuộc vào tỉnh Vân Nam.
Trong lịch sử, nước Đại Lý nhiều lần xung đột với các vương triều Đại Việt, kết cục các cuộc xung đột này phần lớn là chiến thắng của Đại Việt. Lần cuối cùng quân Đại Lý xuất hiện trên lãnh thổ Việt Nam là cuộc chiến giữa Nhà Trần với đế quốc Mông Cổ năm 1258, khi tướng Ngột Lương Hợp Thai dẫn theo nhiều du binh Đại Lý thâm nhập Đại Việt.

## Các vị vua cai trị Đại Lý
|                                               |                                               |                                               |                                               |                                                |                                                |                                                |                                                |                                                          |                                                      |                                                      |                                                      |                                                            |                                                         |                                                         |                                                         |                                                         |                                                         |                                              |                                              |                                                   |                                                   |                                                   |                                                   |                                                   |                                                   |  |  |                                                                  |                                                                  |                                                                  |                                                                  |                                                                  |                                                                  |  |  |  |  |  |  |  |  |  |  |  |  |  |  |  |  |  |  |  |  |  |  |  |  |  |  |  |  |
|                                               |                                               |                                               |                                               |                                                |                                                |                                                |                                                |                                                          |                                                      |                                                      |                                                      |                                                            |                                                         |                                                         |                                                         |                                                         |                                                         |                                              |                                              |                                                   |                                                   |                                                   |                                                   |                                                   |                                                   |  |  |                                                                  |                                                                  |                                                                  |                                                                  |                                                                  |                                                                  |  |  |  |  |  |  |  |  |  |  |  |  |  |  |  |  |  |  |  |  |  |  |  |  |  |  |  |  |
|                                               |                                               |                                               |                                               | (1)Thái Tổ Thần Vũ Đế Đoàn Tư Bình 893-937-944 | (1)Thái Tổ Thần Vũ Đế Đoàn Tư Bình 893-937-944 | (1)Thái Tổ Thần Vũ Đế Đoàn Tư Bình 893-937-944 | (1)Thái Tổ Thần Vũ Đế Đoàn Tư Bình 893-937-944 | (1)Thái Tổ Thần Vũ Đế Đoàn Tư Bình 893-937-944           | (1)Thái Tổ Thần Vũ Đế Đoàn Tư Bình 893-937-944       |                                                      |                                                      |                                                            |                                                         |                                                         |                                                         |                                                         |                                                         |                                              |                                              | (3)Thái Tông Văn Thành Đế Đoàn Tư Lương ?-945-951 | (3)Thái Tông Văn Thành Đế Đoàn Tư Lương ?-945-951 | (3)Thái Tông Văn Thành Đế Đoàn Tư Lương ?-945-951 | (3)Thái Tông Văn Thành Đế Đoàn Tư Lương ?-945-951 | (3)Thái Tông Văn Thành Đế Đoàn Tư Lương ?-945-951 | (3)Thái Tông Văn Thành Đế Đoàn Tư Lương ?-945-951 |  |  |                                                                  |                                                                  |                                                                  |                                                                  |                                                                  |                                                                  |  |  |  |  |  |  |  |  |  |  |  |  |  |  |  |  |  |  |  |  |  |  |  |  |  |  |  |  |
|                                               |                                               |                                               |                                               | (1)Thái Tổ Thần Vũ Đế Đoàn Tư Bình 893-937-944 | (1)Thái Tổ Thần Vũ Đế Đoàn Tư Bình 893-937-944 | (1)Thái Tổ Thần Vũ Đế Đoàn Tư Bình 893-937-944 | (1)Thái Tổ Thần Vũ Đế Đoàn Tư Bình 893-937-944 | (1)Thái Tổ Thần Vũ Đế Đoàn Tư Bình 893-937-944           | (1)Thái Tổ Thần Vũ Đế Đoàn Tư Bình 893-937-944       |                                                      |                                                      |                                                            |                                                         |                                                         |                                                         |                                                         |                                                         |                                              |                                              | (3)Thái Tông Văn Thành Đế Đoàn Tư Lương ?-945-951 | (3)Thái Tông Văn Thành Đế Đoàn Tư Lương ?-945-951 | (3)Thái Tông Văn Thành Đế Đoàn Tư Lương ?-945-951 | (3)Thái Tông Văn Thành Đế Đoàn Tư Lương ?-945-951 | (3)Thái Tông Văn Thành Đế Đoàn Tư Lương ?-945-951 | (3)Thái Tông Văn Thành Đế Đoàn Tư Lương ?-945-951 |  |  |                                                                  |                                                                  |                                                                  |                                                                  |                                                                  |                                                                  |  |  |  |  |  |  |  |  |  |  |  |  |  |  |  |  |  |  |  |  |  |  |  |  |  |  |  |  |
|                                               |                                               |                                               |                                               |                                                |                                                |                                                |                                                |                                                          |                                                      |                                                      |                                                      |                                                            |                                                         |                                                         |                                                         |                                                         |                                                         |                                              |                                              |                                                   |                                                   |                                                   |                                                   |                                                   |                                                   |  |  |                                                                  |                                                                  |                                                                  |                                                                  |                                                                  |                                                                  |  |  |  |  |  |  |  |  |  |  |  |  |  |  |  |  |  |  |  |  |  |  |  |  |  |  |  |  |
| (2)Văn Kính Đế Đoàn Tư Anh ?-944-945-?        | (2)Văn Kính Đế Đoàn Tư Anh ?-944-945-?        | (2)Văn Kính Đế Đoàn Tư Anh ?-944-945-?        | (2)Văn Kính Đế Đoàn Tư Anh ?-944-945-?        | (2)Văn Kính Đế Đoàn Tư Anh ?-944-945-?         | (2)Văn Kính Đế Đoàn Tư Anh ?-944-945-?         |                                                |                                                | □                                                        | □                                                    | □                                                    | □                                                    | □                                                          | □                                                       |                                                         |                                                         |                                                         |                                                         |                                              |                                              | (4)Quảng Từ Đế Đoàn Tư Thông ?-951-968            | (4)Quảng Từ Đế Đoàn Tư Thông ?-951-968            | (4)Quảng Từ Đế Đoàn Tư Thông ?-951-968            | (4)Quảng Từ Đế Đoàn Tư Thông ?-951-968            | (4)Quảng Từ Đế Đoàn Tư Thông ?-951-968            | (4)Quảng Từ Đế Đoàn Tư Thông ?-951-968            |  |  |                                                                  |                                                                  |                                                                  |                                                                  |                                                                  |                                                                  |  |  |  |  |  |  |  |  |  |  |  |  |  |  |  |  |  |  |  |  |  |  |  |  |  |  |  |  |
| (2)Văn Kính Đế Đoàn Tư Anh ?-944-945-?        | (2)Văn Kính Đế Đoàn Tư Anh ?-944-945-?        | (2)Văn Kính Đế Đoàn Tư Anh ?-944-945-?        | (2)Văn Kính Đế Đoàn Tư Anh ?-944-945-?        | (2)Văn Kính Đế Đoàn Tư Anh ?-944-945-?         | (2)Văn Kính Đế Đoàn Tư Anh ?-944-945-?         |                                                |                                                | □                                                        | □                                                    | □                                                    | □                                                    | □                                                          | □                                                       |                                                         |                                                         |                                                         |                                                         |                                              |                                              | (4)Quảng Từ Đế Đoàn Tư Thông ?-951-968            | (4)Quảng Từ Đế Đoàn Tư Thông ?-951-968            | (4)Quảng Từ Đế Đoàn Tư Thông ?-951-968            | (4)Quảng Từ Đế Đoàn Tư Thông ?-951-968            | (4)Quảng Từ Đế Đoàn Tư Thông ?-951-968            | (4)Quảng Từ Đế Đoàn Tư Thông ?-951-968            |  |  |                                                                  |                                                                  |                                                                  |                                                                  |                                                                  |                                                                  |  |  |  |  |  |  |  |  |  |  |  |  |  |  |  |  |  |  |  |  |  |  |  |  |  |  |  |  |
|                                               |                                               |                                               |                                               |                                                |                                                |                                                |                                                | □                                                        | □                                                    | □                                                    | □                                                    | □                                                          | □                                                       |                                                         |                                                         |                                                         |                                                         |                                              |                                              | (5)Ứng Đạo Đế Đoàn Tố Thuận ?-968-985             | (5)Ứng Đạo Đế Đoàn Tố Thuận ?-968-985             | (5)Ứng Đạo Đế Đoàn Tố Thuận ?-968-985             | (5)Ứng Đạo Đế Đoàn Tố Thuận ?-968-985             | (5)Ứng Đạo Đế Đoàn Tố Thuận ?-968-985             | (5)Ứng Đạo Đế Đoàn Tố Thuận ?-968-985             |  |  |                                                                  |                                                                  |                                                                  |                                                                  |                                                                  |                                                                  |  |  |  |  |  |  |  |  |  |  |  |  |  |  |  |  |  |  |  |  |  |  |  |  |  |  |  |  |
|                                               |                                               |                                               |                                               |                                                |                                                |                                                |                                                | □                                                        | □                                                    | □                                                    | □                                                    | □                                                          | □                                                       |                                                         |                                                         |                                                         |                                                         |                                              |                                              | (5)Ứng Đạo Đế Đoàn Tố Thuận ?-968-985             | (5)Ứng Đạo Đế Đoàn Tố Thuận ?-968-985             | (5)Ứng Đạo Đế Đoàn Tố Thuận ?-968-985             | (5)Ứng Đạo Đế Đoàn Tố Thuận ?-968-985             | (5)Ứng Đạo Đế Đoàn Tố Thuận ?-968-985             | (5)Ứng Đạo Đế Đoàn Tố Thuận ?-968-985             |  |  |                                                                  |                                                                  |                                                                  |                                                                  |                                                                  |                                                                  |  |  |  |  |  |  |  |  |  |  |  |  |  |  |  |  |  |  |  |  |  |  |  |  |  |  |  |  |
|                                               |                                               |                                               |                                               |                                                |                                                |                                                |                                                | Đoàn Trí Tư                                              | Đoàn Trí Tư                                          | Đoàn Trí Tư                                          | Đoàn Trí Tư                                          | Đoàn Trí Tư                                                | Đoàn Trí Tư                                             |                                                         |                                                         |                                                         |                                                         |                                              |                                              | (6)Chiêu Minh Đế Đoàn Tố Anh ?-985-1009           | (6)Chiêu Minh Đế Đoàn Tố Anh ?-985-1009           | (6)Chiêu Minh Đế Đoàn Tố Anh ?-985-1009           | (6)Chiêu Minh Đế Đoàn Tố Anh ?-985-1009           | (6)Chiêu Minh Đế Đoàn Tố Anh ?-985-1009           | (6)Chiêu Minh Đế Đoàn Tố Anh ?-985-1009           |  |  |                                                                  |                                                                  |                                                                  |                                                                  |                                                                  |                                                                  |  |  |  |  |  |  |  |  |  |  |  |  |  |  |  |  |  |  |  |  |  |  |  |  |  |  |  |  |
|                                               |                                               |                                               |                                               |                                                |                                                |                                                |                                                | Đoàn Trí Tư                                              | Đoàn Trí Tư                                          | Đoàn Trí Tư                                          | Đoàn Trí Tư                                          | Đoàn Trí Tư                                                | Đoàn Trí Tư                                             |                                                         |                                                         |                                                         |                                                         |                                              |                                              | (6)Chiêu Minh Đế Đoàn Tố Anh ?-985-1009           | (6)Chiêu Minh Đế Đoàn Tố Anh ?-985-1009           | (6)Chiêu Minh Đế Đoàn Tố Anh ?-985-1009           | (6)Chiêu Minh Đế Đoàn Tố Anh ?-985-1009           | (6)Chiêu Minh Đế Đoàn Tố Anh ?-985-1009           | (6)Chiêu Minh Đế Đoàn Tố Anh ?-985-1009           |  |  |                                                                  |                                                                  |                                                                  |                                                                  |                                                                  |                                                                  |  |  |  |  |  |  |  |  |  |  |  |  |  |  |  |  |  |  |  |  |  |  |  |  |  |  |  |  |
|                                               |                                               |                                               |                                               |                                                |                                                |                                                |                                                |                                                          |                                                      |                                                      |                                                      |                                                            |                                                         |                                                         |                                                         |                                                         |                                                         |                                              |                                              |                                                   |                                                   |                                                   |                                                   |                                                   |                                                   |  |  |                                                                  |                                                                  |                                                                  |                                                                  |                                                                  |                                                                  |  |  |  |  |  |  |  |  |  |  |  |  |  |  |  |  |  |  |  |  |  |  |  |  |  |  |  |  |
|                                               |                                               |                                               |                                               |                                                |                                                |                                                |                                                | (11)Hưng Tông Hiếu Đức Đế Đoàn Tư Liêm ?-1044-1075-?     | (11)Hưng Tông Hiếu Đức Đế Đoàn Tư Liêm ?-1044-1075-? | (11)Hưng Tông Hiếu Đức Đế Đoàn Tư Liêm ?-1044-1075-? | (11)Hưng Tông Hiếu Đức Đế Đoàn Tư Liêm ?-1044-1075-? | (11)Hưng Tông Hiếu Đức Đế Đoàn Tư Liêm ?-1044-1075-?       | (11)Hưng Tông Hiếu Đức Đế Đoàn Tư Liêm ?-1044-1075-?    |                                                         |                                                         |                                                         |                                                         |                                              |                                              | (7)Tuyên Túc Đế Đoàn Tố Liêm ?-1009-1022          | (7)Tuyên Túc Đế Đoàn Tố Liêm ?-1009-1022          | (7)Tuyên Túc Đế Đoàn Tố Liêm ?-1009-1022          | (7)Tuyên Túc Đế Đoàn Tố Liêm ?-1009-1022          | (7)Tuyên Túc Đế Đoàn Tố Liêm ?-1009-1022          | (7)Tuyên Túc Đế Đoàn Tố Liêm ?-1009-1022          |  |  | □                                                                | □                                                                | □                                                                | □                                                                | □                                                                | □                                                                |  |  |  |  |  |  |  |  |  |  |  |  |  |  |  |  |  |  |  |  |  |  |  |  |  |  |  |  |
|                                               |                                               |                                               |                                               |                                                |                                                |                                                |                                                | (11)Hưng Tông Hiếu Đức Đế Đoàn Tư Liêm ?-1044-1075-?     | (11)Hưng Tông Hiếu Đức Đế Đoàn Tư Liêm ?-1044-1075-? | (11)Hưng Tông Hiếu Đức Đế Đoàn Tư Liêm ?-1044-1075-? | (11)Hưng Tông Hiếu Đức Đế Đoàn Tư Liêm ?-1044-1075-? | (11)Hưng Tông Hiếu Đức Đế Đoàn Tư Liêm ?-1044-1075-?       | (11)Hưng Tông Hiếu Đức Đế Đoàn Tư Liêm ?-1044-1075-?    |                                                         |                                                         |                                                         |                                                         |                                              |                                              | (7)Tuyên Túc Đế Đoàn Tố Liêm ?-1009-1022          | (7)Tuyên Túc Đế Đoàn Tố Liêm ?-1009-1022          | (7)Tuyên Túc Đế Đoàn Tố Liêm ?-1009-1022          | (7)Tuyên Túc Đế Đoàn Tố Liêm ?-1009-1022          | (7)Tuyên Túc Đế Đoàn Tố Liêm ?-1009-1022          | (7)Tuyên Túc Đế Đoàn Tố Liêm ?-1009-1022          |  |  | □                                                                | □                                                                | □                                                                | □                                                                | □                                                                | □                                                                |  |  |  |  |  |  |  |  |  |  |  |  |  |  |  |  |  |  |  |  |  |  |  |  |  |  |  |  |
|                                               |                                               |                                               |                                               |                                                |                                                |                                                |                                                |                                                          |                                                      |                                                      |                                                      |                                                            |                                                         |                                                         |                                                         |                                                         |                                                         |                                              |                                              |                                                   |                                                   |                                                   |                                                   |                                                   |                                                   |  |  |                                                                  |                                                                  |                                                                  |                                                                  |                                                                  |                                                                  |  |  |  |  |  |  |  |  |  |  |  |  |  |  |  |  |  |  |  |  |  |  |  |  |  |  |  |  |
| □                                             | □                                             | □                                             | □                                             | □                                              | □                                              |                                                |                                                | (12)Thượng Đức Đế Đoàn Liêm Nghĩa ?-1075-1080            | (12)Thượng Đức Đế Đoàn Liêm Nghĩa ?-1075-1080        | (12)Thượng Đức Đế Đoàn Liêm Nghĩa ?-1075-1080        | (12)Thượng Đức Đế Đoàn Liêm Nghĩa ?-1075-1080        | (12)Thượng Đức Đế Đoàn Liêm Nghĩa ?-1075-1080              | (12)Thượng Đức Đế Đoàn Liêm Nghĩa ?-1075-1080           |                                                         |                                                         |                                                         |                                                         |                                              |                                              | (9)Thánh Đức Đế Đoàn Tố Chân ?-1026-1041-?        | (9)Thánh Đức Đế Đoàn Tố Chân ?-1026-1041-?        | (9)Thánh Đức Đế Đoàn Tố Chân ?-1026-1041-?        | (9)Thánh Đức Đế Đoàn Tố Chân ?-1026-1041-?        | (9)Thánh Đức Đế Đoàn Tố Chân ?-1026-1041-?        | (9)Thánh Đức Đế Đoàn Tố Chân ?-1026-1041-?        |  |  | (8)Bỉnh Nghĩa Đế Đoàn Tố Long ?-1022-1026-?                      | (8)Bỉnh Nghĩa Đế Đoàn Tố Long ?-1022-1026-?                      | (8)Bỉnh Nghĩa Đế Đoàn Tố Long ?-1022-1026-?                      | (8)Bỉnh Nghĩa Đế Đoàn Tố Long ?-1022-1026-?                      | (8)Bỉnh Nghĩa Đế Đoàn Tố Long ?-1022-1026-?                      | (8)Bỉnh Nghĩa Đế Đoàn Tố Long ?-1022-1026-?                      |  |  |  |  |  |  |  |  |  |  |  |  |  |  |  |  |  |  |  |  |  |  |  |  |  |  |  |  |
| □                                             | □                                             | □                                             | □                                             | □                                              | □                                              |                                                |                                                | (12)Thượng Đức Đế Đoàn Liêm Nghĩa ?-1075-1080            | (12)Thượng Đức Đế Đoàn Liêm Nghĩa ?-1075-1080        | (12)Thượng Đức Đế Đoàn Liêm Nghĩa ?-1075-1080        | (12)Thượng Đức Đế Đoàn Liêm Nghĩa ?-1075-1080        | (12)Thượng Đức Đế Đoàn Liêm Nghĩa ?-1075-1080              | (12)Thượng Đức Đế Đoàn Liêm Nghĩa ?-1075-1080           |                                                         |                                                         |                                                         |                                                         |                                              |                                              | (9)Thánh Đức Đế Đoàn Tố Chân ?-1026-1041-?        | (9)Thánh Đức Đế Đoàn Tố Chân ?-1026-1041-?        | (9)Thánh Đức Đế Đoàn Tố Chân ?-1026-1041-?        | (9)Thánh Đức Đế Đoàn Tố Chân ?-1026-1041-?        | (9)Thánh Đức Đế Đoàn Tố Chân ?-1026-1041-?        | (9)Thánh Đức Đế Đoàn Tố Chân ?-1026-1041-?        |  |  | (8)Bỉnh Nghĩa Đế Đoàn Tố Long ?-1022-1026-?                      | (8)Bỉnh Nghĩa Đế Đoàn Tố Long ?-1022-1026-?                      | (8)Bỉnh Nghĩa Đế Đoàn Tố Long ?-1022-1026-?                      | (8)Bỉnh Nghĩa Đế Đoàn Tố Long ?-1022-1026-?                      | (8)Bỉnh Nghĩa Đế Đoàn Tố Long ?-1022-1026-?                      | (8)Bỉnh Nghĩa Đế Đoàn Tố Long ?-1022-1026-?                      |  |  |  |  |  |  |  |  |  |  |  |  |  |  |  |  |  |  |  |  |  |  |  |  |  |  |  |  |
| (13)Thượng Minh Đế Đoàn Thọ Huy ?-1080-1081-? | (13)Thượng Minh Đế Đoàn Thọ Huy ?-1080-1081-? | (13)Thượng Minh Đế Đoàn Thọ Huy ?-1080-1081-? | (13)Thượng Minh Đế Đoàn Thọ Huy ?-1080-1081-? | (13)Thượng Minh Đế Đoàn Thọ Huy ?-1080-1081-?  | (13)Thượng Minh Đế Đoàn Thọ Huy ?-1080-1081-?  |                                                |                                                | □                                                        | □                                                    | □                                                    | □                                                    | □                                                          | □                                                       |                                                         |                                                         |                                                         |                                                         |                                              |                                              | □                                                 | □                                                 | □                                                 | □                                                 | □                                                 | □                                                 |  |  |                                                                  |                                                                  |                                                                  |                                                                  |                                                                  |                                                                  |  |  |  |  |  |  |  |  |  |  |  |  |  |  |  |  |  |  |  |  |  |  |  |  |  |  |  |  |
| (13)Thượng Minh Đế Đoàn Thọ Huy ?-1080-1081-? | (13)Thượng Minh Đế Đoàn Thọ Huy ?-1080-1081-? | (13)Thượng Minh Đế Đoàn Thọ Huy ?-1080-1081-? | (13)Thượng Minh Đế Đoàn Thọ Huy ?-1080-1081-? | (13)Thượng Minh Đế Đoàn Thọ Huy ?-1080-1081-?  | (13)Thượng Minh Đế Đoàn Thọ Huy ?-1080-1081-?  |                                                |                                                | □                                                        | □                                                    | □                                                    | □                                                    | □                                                          | □                                                       |                                                         |                                                         |                                                         |                                                         |                                              |                                              | □                                                 | □                                                 | □                                                 | □                                                 | □                                                 | □                                                 |  |  |                                                                  |                                                                  |                                                                  |                                                                  |                                                                  |                                                                  |  |  |  |  |  |  |  |  |  |  |  |  |  |  |  |  |  |  |  |  |  |  |  |  |  |  |  |  |
|                                               |                                               |                                               |                                               |                                                |                                                |                                                |                                                |                                                          |                                                      |                                                      |                                                      |                                                            |                                                         |                                                         |                                                         |                                                         |                                                         |                                              |                                              |                                                   |                                                   |                                                   |                                                   |                                                   |                                                   |  |  |                                                                  |                                                                  |                                                                  |                                                                  |                                                                  |                                                                  |  |  |  |  |  |  |  |  |  |  |  |  |  |  |  |  |  |  |  |  |  |  |  |  |  |  |  |  |
|                                               |                                               |                                               |                                               | (14)Bảo Định Đế Đoàn Chính Minh ?-1081-1094-?  | (14)Bảo Định Đế Đoàn Chính Minh ?-1081-1094-?  | (14)Bảo Định Đế Đoàn Chính Minh ?-1081-1094-?  | (14)Bảo Định Đế Đoàn Chính Minh ?-1081-1094-?  | (14)Bảo Định Đế Đoàn Chính Minh ?-1081-1094-?            | (14)Bảo Định Đế Đoàn Chính Minh ?-1081-1094-?        |                                                      |                                                      | (16)Trung Tông Văn An Đế Đoàn Chính Thuần ?-1096-1108-?    | (16)Trung Tông Văn An Đế Đoàn Chính Thuần ?-1096-1108-? | (16)Trung Tông Văn An Đế Đoàn Chính Thuần ?-1096-1108-? | (16)Trung Tông Văn An Đế Đoàn Chính Thuần ?-1096-1108-? | (16)Trung Tông Văn An Đế Đoàn Chính Thuần ?-1096-1108-? | (16)Trung Tông Văn An Đế Đoàn Chính Thuần ?-1096-1108-? |                                              |                                              | (10)Thiên Minh Đế Đoàn Tố Hưng ?-1041-1044-?      | (10)Thiên Minh Đế Đoàn Tố Hưng ?-1041-1044-?      | (10)Thiên Minh Đế Đoàn Tố Hưng ?-1041-1044-?      | (10)Thiên Minh Đế Đoàn Tố Hưng ?-1041-1044-?      | (10)Thiên Minh Đế Đoàn Tố Hưng ?-1041-1044-?      | (10)Thiên Minh Đế Đoàn Tố Hưng ?-1041-1044-?      |  |  | (15)Phú Hữu Thánh Đức Biểu Chính Đế Cao Thăng Thái ?-1094 - 1095 | (15)Phú Hữu Thánh Đức Biểu Chính Đế Cao Thăng Thái ?-1094 - 1095 | (15)Phú Hữu Thánh Đức Biểu Chính Đế Cao Thăng Thái ?-1094 - 1095 | (15)Phú Hữu Thánh Đức Biểu Chính Đế Cao Thăng Thái ?-1094 - 1095 | (15)Phú Hữu Thánh Đức Biểu Chính Đế Cao Thăng Thái ?-1094 - 1095 | (15)Phú Hữu Thánh Đức Biểu Chính Đế Cao Thăng Thái ?-1094 - 1095 |  |  |  |  |  |  |  |  |  |  |  |  |  |  |  |  |  |  |  |  |  |  |  |  |  |  |  |  |
|                                               |                                               |                                               |                                               | (14)Bảo Định Đế Đoàn Chính Minh ?-1081-1094-?  | (14)Bảo Định Đế Đoàn Chính Minh ?-1081-1094-?  | (14)Bảo Định Đế Đoàn Chính Minh ?-1081-1094-?  | (14)Bảo Định Đế Đoàn Chính Minh ?-1081-1094-?  | (14)Bảo Định Đế Đoàn Chính Minh ?-1081-1094-?            | (14)Bảo Định Đế Đoàn Chính Minh ?-1081-1094-?        |                                                      |                                                      | (16)Trung Tông Văn An Đế Đoàn Chính Thuần ?-1096-1108-?    | (16)Trung Tông Văn An Đế Đoàn Chính Thuần ?-1096-1108-? | (16)Trung Tông Văn An Đế Đoàn Chính Thuần ?-1096-1108-? | (16)Trung Tông Văn An Đế Đoàn Chính Thuần ?-1096-1108-? | (16)Trung Tông Văn An Đế Đoàn Chính Thuần ?-1096-1108-? | (16)Trung Tông Văn An Đế Đoàn Chính Thuần ?-1096-1108-? |                                              |                                              | (10)Thiên Minh Đế Đoàn Tố Hưng ?-1041-1044-?      | (10)Thiên Minh Đế Đoàn Tố Hưng ?-1041-1044-?      | (10)Thiên Minh Đế Đoàn Tố Hưng ?-1041-1044-?      | (10)Thiên Minh Đế Đoàn Tố Hưng ?-1041-1044-?      | (10)Thiên Minh Đế Đoàn Tố Hưng ?-1041-1044-?      | (10)Thiên Minh Đế Đoàn Tố Hưng ?-1041-1044-?      |  |  | (15)Phú Hữu Thánh Đức Biểu Chính Đế Cao Thăng Thái ?-1094 - 1095 | (15)Phú Hữu Thánh Đức Biểu Chính Đế Cao Thăng Thái ?-1094 - 1095 | (15)Phú Hữu Thánh Đức Biểu Chính Đế Cao Thăng Thái ?-1094 - 1095 | (15)Phú Hữu Thánh Đức Biểu Chính Đế Cao Thăng Thái ?-1094 - 1095 | (15)Phú Hữu Thánh Đức Biểu Chính Đế Cao Thăng Thái ?-1094 - 1095 | (15)Phú Hữu Thánh Đức Biểu Chính Đế Cao Thăng Thái ?-1094 - 1095 |  |  |  |  |  |  |  |  |  |  |  |  |  |  |  |  |  |  |  |  |  |  |  |  |  |  |  |  |
|                                               |                                               |                                               |                                               |                                                |                                                |                                                |                                                |                                                          |                                                      |                                                      |                                                      | (17)Hiến Tông Tuyên Nhân Đế Đoàn Dự 1083-1108-1147-1176    |                                                         |                                                         |                                                         |                                                         |                                                         |                                              |                                              |                                                   |                                                   |                                                   |                                                   |                                                   |                                                   |  |  |                                                                  |                                                                  |                                                                  |                                                                  |                                                                  |                                                                  |  |  |  |  |  |  |  |  |  |  |  |  |  |  |  |  |  |  |  |  |  |  |  |  |  |  |  |  |
|                                               |                                               |                                               |                                               |                                                |                                                |                                                |                                                |                                                          |                                                      |                                                      |                                                      |                                                            |                                                         |                                                         |                                                         |                                                         |                                                         |                                              |                                              |                                                   |                                                   |                                                   |                                                   |                                                   |                                                   |  |  |                                                                  |                                                                  |                                                                  |                                                                  |                                                                  |                                                                  |  |  |  |  |  |  |  |  |  |  |  |  |  |  |  |  |  |  |  |  |  |  |  |  |  |  |  |  |
|                                               |                                               |                                               |                                               |                                                |                                                |                                                |                                                |                                                          |                                                      |                                                      |                                                      | (18)Cảnh Tông Chính Khang Đế Đoàn Chính Hưng ?-1147-1171-? |                                                         |                                                         |                                                         |                                                         |                                                         |                                              |                                              |                                                   |                                                   |                                                   |                                                   |                                                   |                                                   |  |  |                                                                  |                                                                  |                                                                  |                                                                  |                                                                  |                                                                  |  |  |  |  |  |  |  |  |  |  |  |  |  |  |  |  |  |  |  |  |  |  |  |  |  |  |  |  |
|                                               |                                               |                                               |                                               |                                                |                                                |                                                |                                                |                                                          |                                                      |                                                      |                                                      |                                                            |                                                         |                                                         |                                                         |                                                         |                                                         |                                              |                                              |                                                   |                                                   |                                                   |                                                   |                                                   |                                                   |  |  |                                                                  |                                                                  |                                                                  |                                                                  |                                                                  |                                                                  |  |  |  |  |  |  |  |  |  |  |  |  |  |  |  |  |  |  |  |  |  |  |  |  |  |  |  |  |
|                                               |                                               |                                               |                                               |                                                |                                                |                                                |                                                |                                                          |                                                      |                                                      |                                                      | (19)Tuyên Tông Đoàn Trí Hưng ?-1171-1200                   |                                                         |                                                         |                                                         |                                                         |                                                         |                                              |                                              |                                                   |                                                   |                                                   |                                                   |                                                   |                                                   |  |  |                                                                  |                                                                  |                                                                  |                                                                  |                                                                  |                                                                  |  |  |  |  |  |  |  |  |  |  |  |  |  |  |  |  |  |  |  |  |  |  |  |  |  |  |  |  |
|                                               |                                               |                                               |                                               |                                                |                                                |                                                |                                                |                                                          |                                                      |                                                      |                                                      |                                                            |                                                         |                                                         |                                                         |                                                         |                                                         |                                              |                                              |                                                   |                                                   |                                                   |                                                   |                                                   |                                                   |  |  |                                                                  |                                                                  |                                                                  |                                                                  |                                                                  |                                                                  |  |  |  |  |  |  |  |  |  |  |  |  |  |  |  |  |  |  |  |  |  |  |  |  |  |  |  |  |
|                                               |                                               |                                               |                                               |                                                |                                                |                                                |                                                |                                                          |                                                      |                                                      |                                                      |                                                            |                                                         |                                                         |                                                         |                                                         |                                                         |                                              |                                              |                                                   |                                                   |                                                   |                                                   |                                                   |                                                   |  |  |                                                                  |                                                                  |                                                                  |                                                                  |                                                                  |                                                                  |  |  |  |  |  |  |  |  |  |  |  |  |  |  |  |  |  |  |  |  |  |  |  |  |  |  |  |  |
|                                               |                                               |                                               |                                               |                                                |                                                |                                                |                                                | (21)Thần Tông Đoàn Trí Tường ?-1204-1238-?               | (21)Thần Tông Đoàn Trí Tường ?-1204-1238-?           | (21)Thần Tông Đoàn Trí Tường ?-1204-1238-?           | (21)Thần Tông Đoàn Trí Tường ?-1204-1238-?           | (21)Thần Tông Đoàn Trí Tường ?-1204-1238-?                 | (21)Thần Tông Đoàn Trí Tường ?-1204-1238-?              |                                                         |                                                         |                                                         |                                                         | (20)Hưởng Thiên Đế Đoàn Trí Liêm ?-1200-1204 | (20)Hưởng Thiên Đế Đoàn Trí Liêm ?-1200-1204 | (20)Hưởng Thiên Đế Đoàn Trí Liêm ?-1200-1204      | (20)Hưởng Thiên Đế Đoàn Trí Liêm ?-1200-1204      | (20)Hưởng Thiên Đế Đoàn Trí Liêm ?-1200-1204      | (20)Hưởng Thiên Đế Đoàn Trí Liêm ?-1200-1204      |                                                   |                                                   |  |  |                                                                  |                                                                  |                                                                  |                                                                  |                                                                  |                                                                  |  |  |  |  |  |  |  |  |  |  |  |  |  |  |  |  |  |  |  |  |  |  |  |  |  |  |  |  |
|                                               |                                               |                                               |                                               |                                                |                                                |                                                |                                                | (21)Thần Tông Đoàn Trí Tường ?-1204-1238-?               | (21)Thần Tông Đoàn Trí Tường ?-1204-1238-?           | (21)Thần Tông Đoàn Trí Tường ?-1204-1238-?           | (21)Thần Tông Đoàn Trí Tường ?-1204-1238-?           | (21)Thần Tông Đoàn Trí Tường ?-1204-1238-?                 | (21)Thần Tông Đoàn Trí Tường ?-1204-1238-?              |                                                         |                                                         |                                                         |                                                         | (20)Hưởng Thiên Đế Đoàn Trí Liêm ?-1200-1204 | (20)Hưởng Thiên Đế Đoàn Trí Liêm ?-1200-1204 | (20)Hưởng Thiên Đế Đoàn Trí Liêm ?-1200-1204      | (20)Hưởng Thiên Đế Đoàn Trí Liêm ?-1200-1204      | (20)Hưởng Thiên Đế Đoàn Trí Liêm ?-1200-1204      | (20)Hưởng Thiên Đế Đoàn Trí Liêm ?-1200-1204      |                                                   |                                                   |  |  |                                                                  |                                                                  |                                                                  |                                                                  |                                                                  |                                                                  |  |  |  |  |  |  |  |  |  |  |  |  |  |  |  |  |  |  |  |  |  |  |  |  |  |  |  |  |
|                                               |                                               |                                               |                                               |                                                |                                                |                                                |                                                | (22)Hiếu Nghĩa Đế Đoàn Tường Hưng ?-1238-1251            |                                                      |                                                      |                                                      |                                                            |                                                         |                                                         |                                                         |                                                         |                                                         |                                              |                                              |                                                   |                                                   |                                                   |                                                   |                                                   |                                                   |  |  |                                                                  |                                                                  |                                                                  |                                                                  |                                                                  |                                                                  |  |  |  |  |  |  |  |  |  |  |  |  |  |  |  |  |  |  |  |  |  |  |  |  |  |  |  |  |
|                                               |                                               |                                               |                                               |                                                |                                                |                                                |                                                |                                                          |                                                      |                                                      |                                                      |                                                            |                                                         |                                                         |                                                         |                                                         |                                                         |                                              |                                              |                                                   |                                                   |                                                   |                                                   |                                                   |                                                   |  |  |                                                                  |                                                                  |                                                                  |                                                                  |                                                                  |                                                                  |  |  |  |  |  |  |  |  |  |  |  |  |  |  |  |  |  |  |  |  |  |  |  |  |  |  |  |  |
|                                               |                                               |                                               |                                               |                                                |                                                |                                                |                                                | (23)Thiên Định Hiền Vương Đoàn Hưng Trí ?-1251-1254-1261 |                                                      |                                                      |                                                      |                                                            |                                                         |                                                         |                                                         |                                                         |                                                         |                                              |                                              |                                                   |                                                   |                                                   |                                                   |                                                   |                                                   |  |  |                                                                  |                                                                  |                                                                  |                                                                  |                                                                  |                                                                  |  |  |  |  |  |  |  |  |  |  |  |  |  |  |  |  |  |  |  |  |  |  |  |  |  |  |  |  |

### Tiền Đại Lý

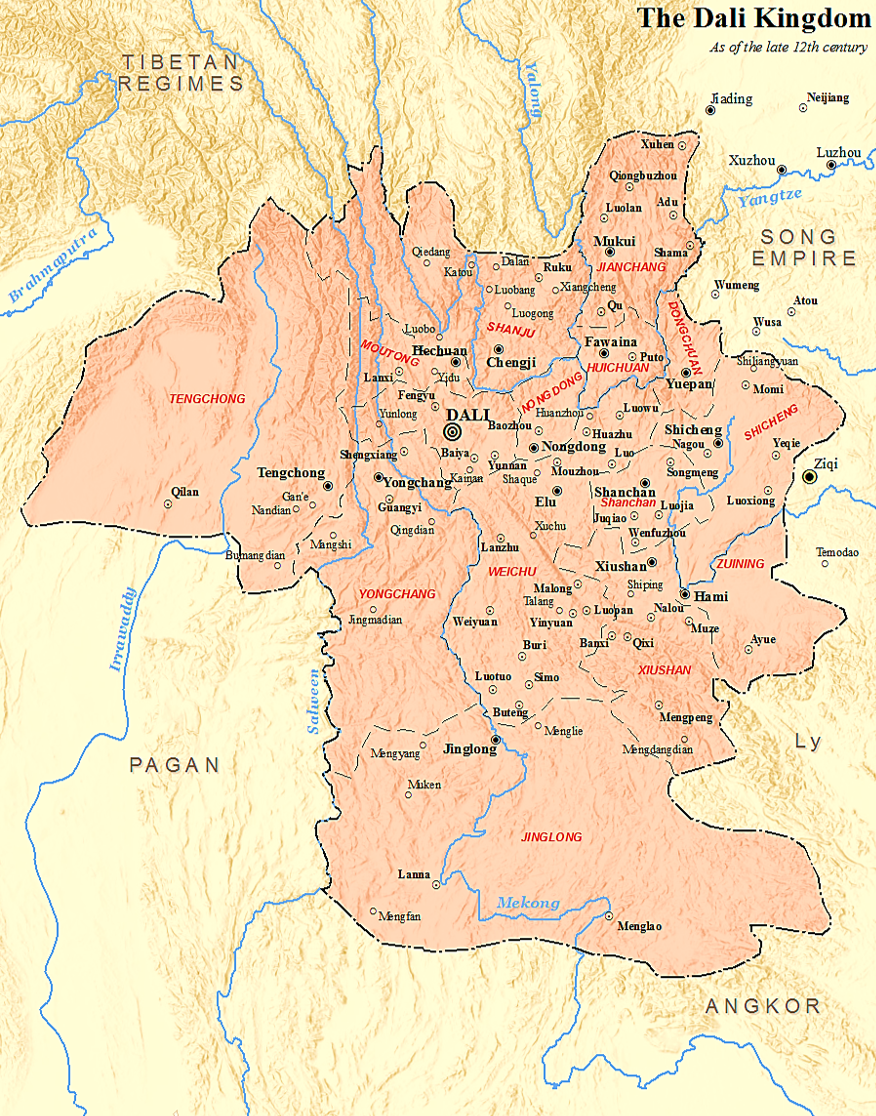
Bản đồ Đại Lý.

Kéo dài từ năm 937 đến năm 1094.
| Miếu hiệu/Thụy hiệu          | Họ tên          | Niên hiệu                                                                             | Trị vì      |
| ---------------------------- | --------------- | ------------------------------------------------------------------------------------- | ----------- |
| Thái Tổ Thần Thánh Văn Vũ Đế | Đoàn Tư Bình    | Văn Đức (938-941) Thần Vũ (941-944)                                                   | 938 - 944   |
| Văn Kinh Đế                  | Đoàn Tư Anh     | Văn Kinh (945)                                                                        | 945         |
| Thái Tông Văn Thành Đế       | Đoàn Tư Lương   | Chí Trì (946-951)                                                                     | 945 - 951   |
| Quảng Tư Đế                  | Đoàn Tư Thông   | Minh Đức (952-953) Quảng Đức (954-968) Thuận (Thánh) Đức (968)                        | 951 - 968   |
| Ứng Đạo Đế                   | Đoàn Tố Thuận   | Minh Chính (969-985)                                                                  | 968 - 985   |
| Chiêu Minh Đế                | Đoàn Tố Anh     | Quảng Minh (986-1004) Minh Ứng (1005-1006) Minh Thánh, Minh Đức, Minh Trị (1006-1009) | 985 - 1009  |
| Tuyên Túc Đế                 | Đoàn Tố Liêm    | Minh Khải (1010-1022)                                                                 | 1009 - 1022 |
| Bỉnh Nghĩa Đế                | Đoàn Tố Long    | Minh Thông (1023-1026)                                                                | 1022 - 1026 |
| Thánh Đức Đế                 | Đoàn Tố Chân    | Chính trị (1027-1041)                                                                 | 1026 - 1041 |
| Thiên Minh Đế                | Đoàn Tố Hưng    | Thánh Minh (1042-1044) Thiên Minh (1044)                                              | 1041 - 1044 |
| Hưng Tông Hiếu Đức Đế        | Đoàn Tư Liêm    | Bảo An (1045-1052) Chính An (1053-1059) Chính Đức (1059-1064) Bảo Đức (1064-1075)     | 1044 - 1075 |
| Thượng Đức Đế                | Đoàn Liêm Nghĩa | Thượng Đức (1076) Quảng An (1077-1080)                                                | 1075 - 1080 |
| Thượng Minh Đế               | Đoàn Thọ Huy    | Thượng Minh (1081)                                                                    | 1080 - 1081 |
| Bảo Định Đế                  | Đoàn Chính Minh | Bảo Định (1082-?) Kiến An (?) Thiên Hữu (?-1094)                                      | 1081 - 1094 |

### Đại Trung
| Miếu hiệu/Thụy hiệu             | Họ tên         | Niên hiệu         | Trị vì      |
| ------------------------------- | -------------- | ----------------- | ----------- |
| Phú Hữu Thánh Đức Biểu Chính Đế | Cao Thăng Thái | Thượng Trị (1095) | 1094 - 1095 |

### Hậu Đại Lý
Kéo dài từ năm 1096 đến năm 1253.
| Miếu hiệu/Thụy hiệu      | Họ, tên                       | Niên hiệu                                                                                                   | Trị vì      |
| ------------------------ | ----------------------------- | --- | ----------- |
| Trung Tông Văn An Đế     | Đoàn Chính Thuần              | Thiên Thụ (1096) Khai Minh (1097-1102) Thiên Chính (1103-1104) Văn An (1105-1108)                           | 1096 - 1108 |
| Hiến Tông Tuyên Nhân Đế  | Đoàn Chính Nghiêm             | Nhật Tân (1108-1109) Văn Trị (1110-?) Vĩnh Gia (?-1128) Bảo Thiên (1129-?) Quảng Vận (?-1147)               | 1108 - 1147 |
| Cảnh Tông Chính Khang Đế | Đoàn Chính Hưng (Dịch Trường) | Vĩnh Trinh (1147-1148) Đại Bảo (1149-?) Long Hưng (?) Thịnh Minh (?) Kiến Đức (?-1171)                      | 1147 - 1171 |
| Tuyên Tông Công Cực Đế   | Đoàn Trí Hưng                 | Lợi Trinh (1172-1175) Thịnh Đức (1176-1180) Gia Hội (1181-1184) Nguyên Hanh (1185-1195) An Định (1195-1199) | 1171 - 1199 |
| Anh Tông Hanh Thiên Đế   | Đoàn Trí Liêm                 | Phượng Lịch (1200-?) Nguyên Thọ (?-1205)                                                                    | 1199 - 1205 |
| Thần Tông                | Đoàn Trí Tường                | Thiên Khai (1205-1225) Thiên Phụ (1226-?) Nhân Thọ (?-1238)                                                 | 1205 - 1238 |
| Hiếu Nghĩa Đế            | Đoàn Tường Hưng               | Đạo Long (1239-1251)                                                                                        | 1238 - 1251 |
| Thiên Định Hiền Vương    | Đoàn Hưng Trí                 | Lợi Chính, Hưng Chính, Thiên Định (1252-1254)                                                               | 1251 - 1254 |

## Đại Lý tổng quản

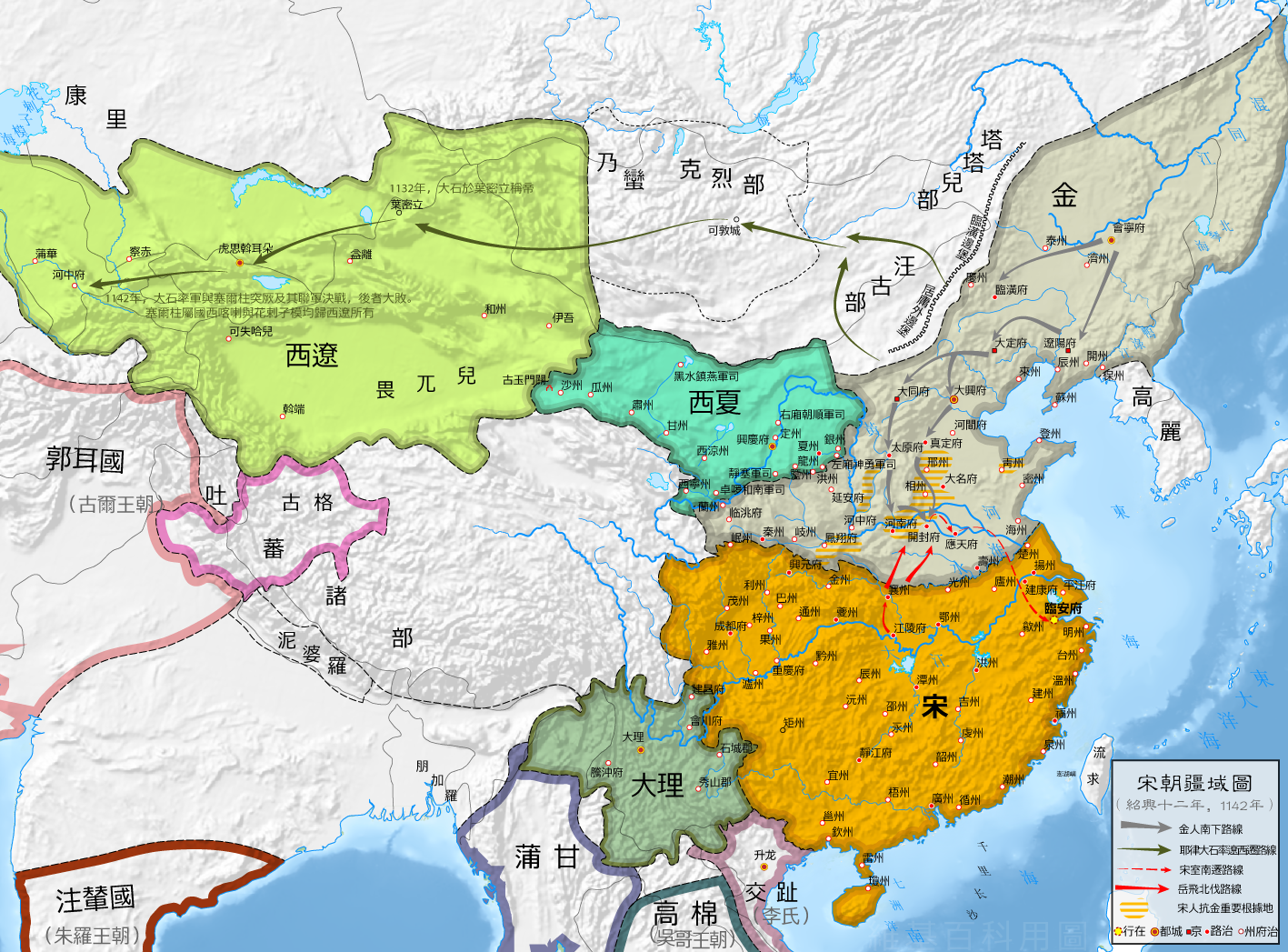
Năm 1142
Đại Lý
Nam Tống
Kim
Tây Hạ
Tây Liêu

Từ năm 1253, Đại Lý rơi vào tay đế chế Mông Cổ. Các tổng quản vẫn là người của họ Đoàn. Cụ thể như sau:
- Đoàn Thật (Tư Nhật) (1261-1282) (Vũ Định Quận vương)
- Đoàn Trung (1283-1284)
- Đoàn Khánh (A Khánh) (1284-1306)
- Đoàn Chính (1307-1316)
- Đoàn Long (1317-1330)
- Đoàn Tuấn (1331)
- Đoàn Nghĩa (1332)
- Đoàn Quang (1333-1344)
- Đoàn Công (1345-1365)
- Đoàn Bảo (1365-1381)
- Đoàn Minh (1381-1382)
- Đoàn Thế (1382-1387)